# Municipio de Fox (condado de Elk)
El municipio de Fox (en inglés: Fox Township) es un municipio ubicado en el condado de Elk en el estado estadounidense de Pensilvania. En el año 2000 tenía una población de 3.734 habitantes y una densidad poblacional de 21.4 personas por km².

## Geografía
El municipio de Fox se encuentra ubicado en las coordenadas 41°18′N 78°36′O / 41.300, -78.600.

## Demografía
Según la Oficina del Censo en 2000 los ingresos medios por hogar en la localidad eran de $40,703 y los ingresos medios por familia eran de $44,412. Los hombres tenían unos ingresos medios de $30,625 frente a los $24,107 para las mujeres. La renta per cápita de la localidad era de $15,529. Alrededor del 7,5% de la población estaba por debajo del umbral de pobreza.